# Grant Van De Casteele
Grant Van De Casteele (Plano, 10 mei 1991) is een Amerikaans voetballer die bij voorkeur als verdediger speelt. Hij debuteerde in 2014 in het betaald voetbal in het shirt van Colorado Rapids.

## Clubcarrière
Van De Casteele werd als negentiende gekozen in de MLS SuperDraft 2014 door Colorado Rapids. Hij maakte zijn debuut op 20 augustus 2014 tegen Los Angeles Galaxy. Vlak voor aanvang van het seizoen 2015 van de MLS werd zijn contract ontbonden en hierop ging hij voor Rochester Rhinos spelen.